# Sphenomorphus malayanum
Sphenomorphus malayanum är en ödleart som beskrevs av  Giacomo Doria 1888. Sphenomorphus malayanum ingår i släktet Sphenomorphus och familjen skinkar. Inga underarter finns listade i Catalogue of Life.